# Rakia
La rakia [raˈkiːə] és una beguda alcohòlica, molt popular als Balcans, produïda per destil·lació de fruita fermentada. Té un grau alcohòlic normalment de 40% però en la producció casolana és més alt (típicament de 50% a 60%). La Prepečenica és una rakia amb doble destil·lació que pot arribar a 60% d'alcohol.
La rakia es considera la beguda alcohòlica nacional dels eslaus del sud i dels albanesos. Els sabors provenen de la pruna, l'albercoc, i el raïm que són les varietats més esteses. També se'n fa de préssec, poma, pera, cirera, figa, i codony i altres fruites. De vegades en els fet de pruna o raïm s'afegeixen herbes, mel, cireres o nous després de la destil·lació.